# Maria Alphaizuli
María Alphaizuli, también conocida como Màryam bint Abi-Yaqub aix-Xilbí (en árabe: مريم بنت أبي يعقوب الشَّلْبي, Maryam bint Abī Yaʿqūb ax-Xilbī) (nacida en fechas desconocidas en el Califato de Córdoba, en Silves (actual Portugal) - fallecida en el año 1020) fue una poeta de habla árabe andalusí del siglo XI.

## Biografía
Nació en Silves, una pequeña localidad del sur de la actual Portugal, entonces bajo dominio del califato cordobés y que más tarde pasaría a ser parte de la Taifa de Huelva. El nombre de su padre a veces se menciona como Abu Ya'qub al-Ansari o Ya'qub al-Faisuli. Se trasladó a Sevilla, donde impartió clases de literatura para mujeres nobles.
Escribió epigramas satíricos, siendo conocida por tener un mordaz ingenio en sus escritos. enseñó, además retórica, literatura y poesía, siendo considerada la Safo de Mitilene de su época. Algunos ejemplos bien conservados de su obra se pueden encontrar en la Real Biblioteca del Monasterio de San Lorenzo de El Escorial.
Es citada en la obra artística The Dinner Party, de la pintora y escultora feminista Judy Chicago.